# Marcin Plener
Marcin Plener (ur. 22 sierpnia 1990 w Nakle nad Notecią) – polski lekkoatleta specjalizujący się w rzucie oszczepem.
W 2009 reprezentował Polskę na mistrzostwach Europy juniorów, a w 2011 uplasował się na odległym miejscu w finale młodzieżowych mistrzostw Europy. 
Brązowy medalista mistrzostw Polski seniorów (2015).
Wicemistrz kraju w kategorii juniorów (Słupsk 2009) oraz dwukrotny srebrny medalista młodzieżowych mistrzostw Polski (Kraków 2010 i Gdańsk 2011). 
Rekord życiowy: 78,95 (15 września 2012, Pasłęk).

## Osiągnięcia
| Rok  | Impreza                        | Miejsce  | Lokata            | Wynik |
| ---- | ------------------------------ | -------- | ----------------- | ----- |
| 2009 | Mistrzostwa Europy juniorów    | Nowy Sad | el. – 19. miejsce | 64,58 |
| 2011 | Młodzieżowe mistrzostwa Europy | Ostrawa  | 10. miejsce       | 71,77 |